# Deadhorse (Alaska)

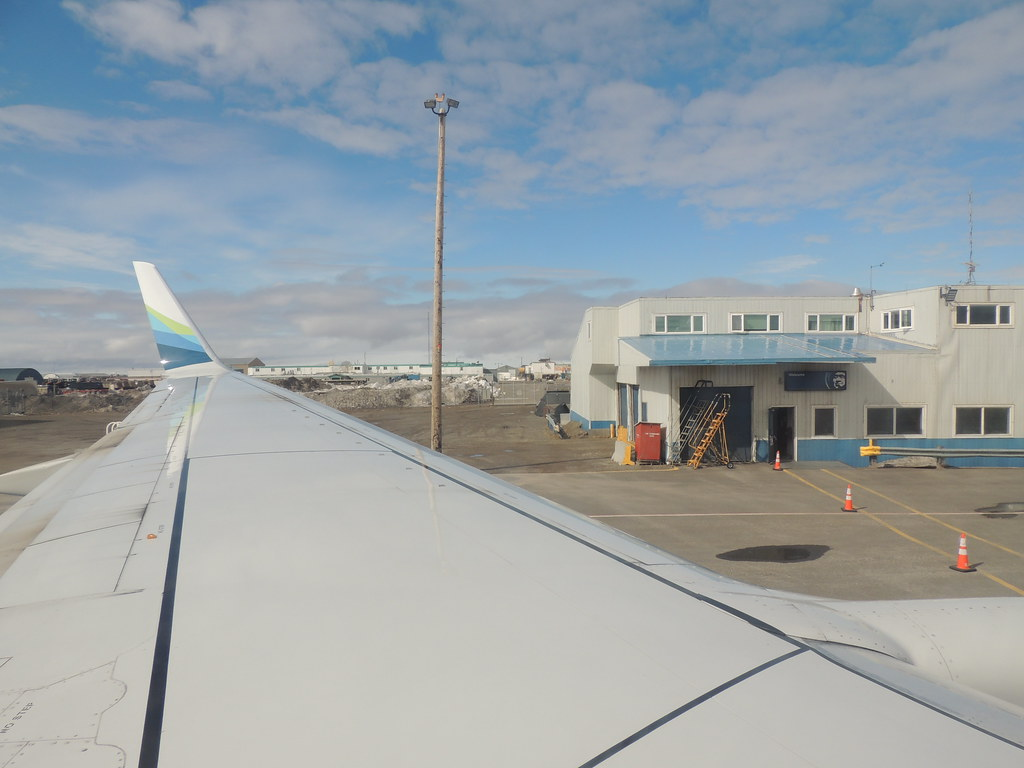
Deadhorse desde la plataforma del Aeropuerto

Deadhorse es un área no incorporada ubicada en el borough de North Slope en el estado estadounidense de Alaska. El pueblo consiste principalmente de instalaciones de trabajadores de empresas que operan cerca de la Bahía de Prudhoe. Deadhorse es accesible vía la Autopista Dalton desde Fairbanks, o el Aeropuerto Deadhorse.

## Geografía
Deadhorse se encuentra ubicada en las coordenadas 40°2′44″N 80°39′5″O / 40.04556, -80.65139.